# Bourg-des-Comptes
Bourg-des-Comptes is een gemeente in het Franse departement Ille-et-Vilaine in de regio Bretagne. De plaats maakt deel uit van het arrondissement Redon. Bourg-des-Comptes telde op 1 januari 2022 3.388 inwoners.

## Geografie
De oppervlakte van Bourg-des-Comptes bedroeg op 1 januari 2022 23,41 vierkante kilometer; de bevolkingsdichtheid was toen 144,7 inwoners per km².

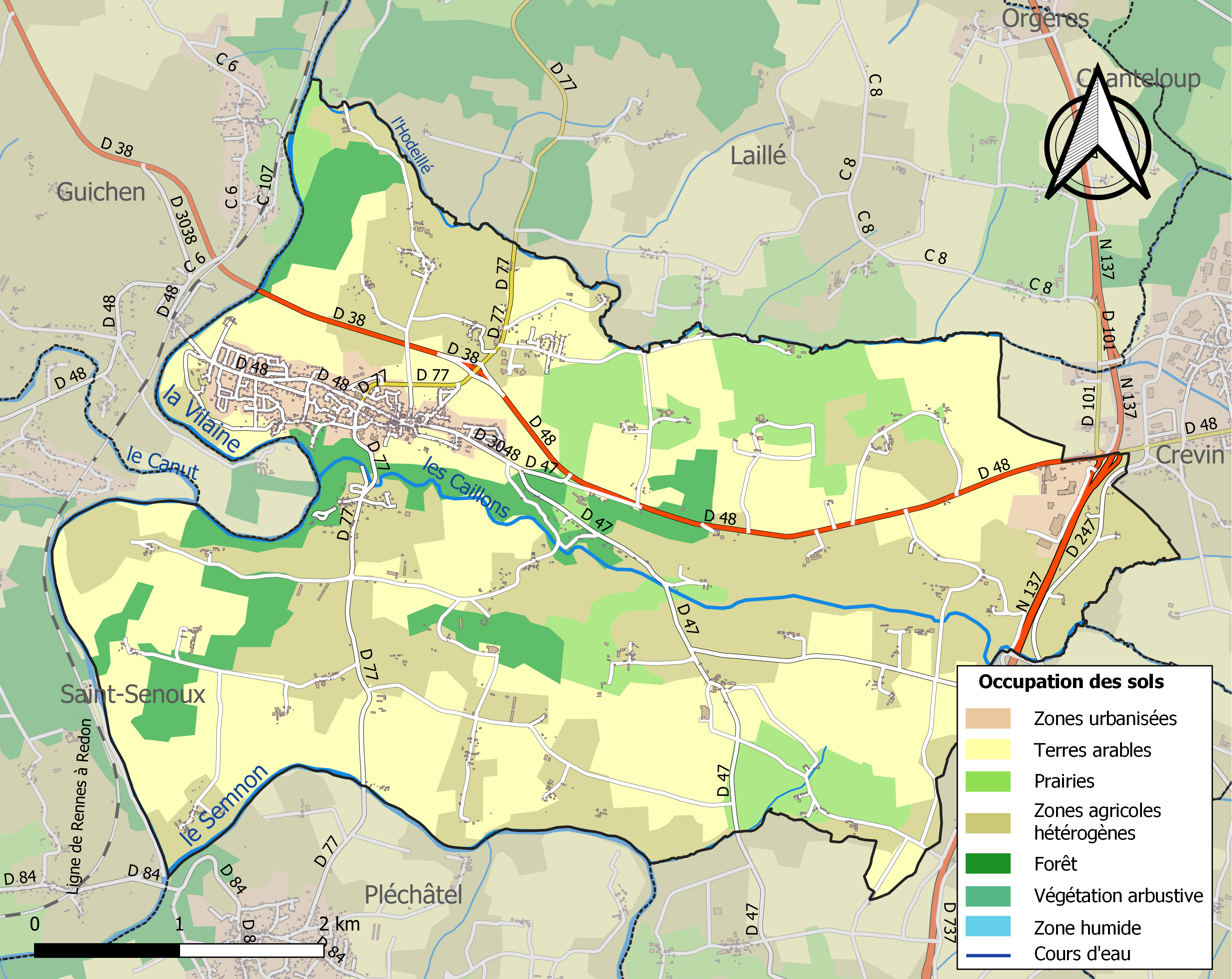
Kaart van de gemeente met belangrijkste infrastructuur, bodemgebruik en omliggende gemeenten

## Verkeer
De spoorweghalte Guichen - Bourg-des-Comptes ligt op de andere oever van de Vilaine in de gemeente Guichen.

## Demografie
Onderstaande figuur toont het verloop van het inwonertal, bron: INSEE-tellingen. 